# Brânză de burduf
La brânză de burduf è un formaggio rumeno a pasta pressata di pecora (razze țigae e turcana), prodotto principalmente nelle montagne dei Carpazi.

## Metodo di ottenimento

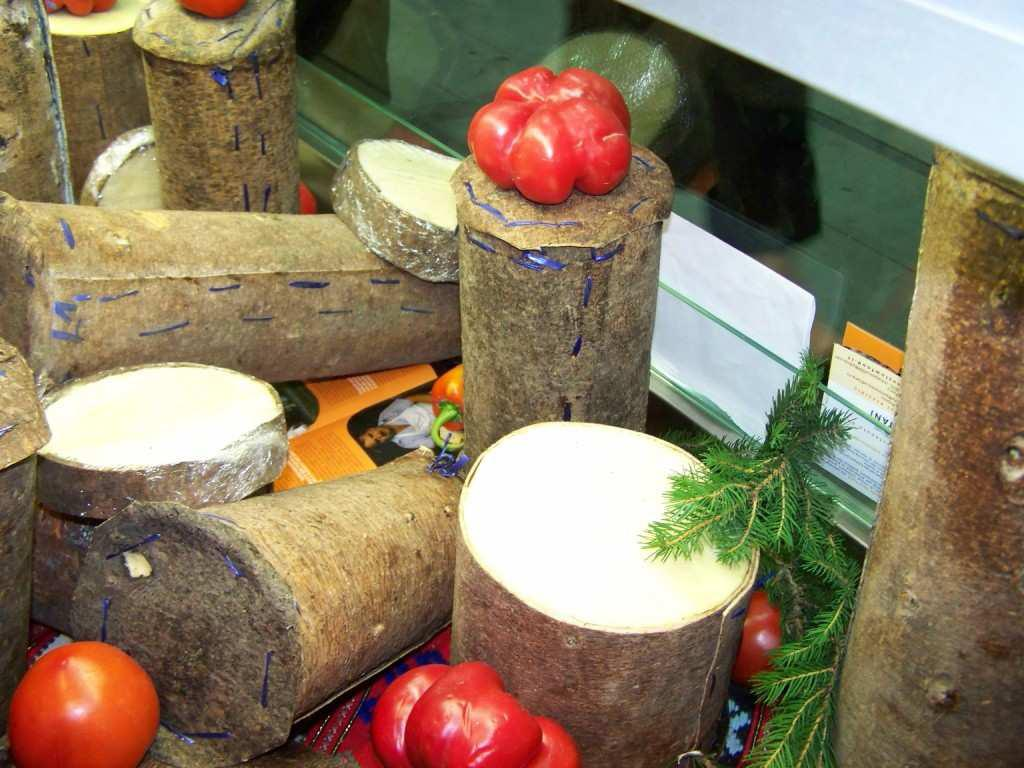
Formaggio di Pecora in corteccia

Il latte coagulato è tagliato a piccoli pezzi, poi è salato e impastato. Poi per stagionare, la miscela viene lasciata riposare per alcune settimane nello stomaco di una pecora o in un contenitore di corteccia di pino o abete.
La brânză di burduf  si presenta in grandi palle quando è stata conservata nello stomaco di una pecora. Se è conservato in corteccia di pino, il formaggio ha forma cilindrica e tipico sapore di resina di pino o di abete. In Transilvania, sulle pendici dei monti Bucegi e Făgăraș e tra i più alti dei Carpazi, dove è ancora viva la tradizione della transumanza, la produzione di formaggio è una delle attività principali. All'inizio dell'estate i pastori raccolgono ovini e bovini da vari proprietari e conducono le greggi alle malghe ad alta quota (le stane). Qui lavorano il latte crudo e, come ricompensa, trattengono una parte del formaggio e degli agnelli. Le due razze ovine autoctone rumene sono la tigae e la turcana, che ha un pelo molto folto con il quale si realizzano i tipici giacconi e le coperte di vello. Sono pecore rustiche, nazionali resistenti al freddo adatte ai pascoli montani,con la maggior parte dei quali è raggiungibile solo tramite sentieri. Con il loro latte i pastori producono la telemea, un cacio simile alla feta greca, la ricotta (urdă), il cașcaval e il caș, ottenuto da un minimo di 40% di latte ovino e il resto vaccino. Quest'ultimo è anche la base con la quale, dopo una seconda lavorazione, si ottiene la brânză de burduf, il più pregiato dei formaggi rumeni. Il caș si ottiene coagulando con caglio di vitello o di agnello il latte appena munto, riscaldato a circa 40 °C. Si procede poi alla rottura della cagliata in grani fini, che vengono lasciati depositare per tre quarti d'ora. Con un telo si raccoglie la massa e si fa fuoriuscire il siero, strizzando il sacco e sottoponendolo alla pressatura. La massa, infine, è riposta in un tino in legno. Il caș può essere consumato fresco o, una volta prelevato dal tino, frantumato e miscelato con sale, può essere conservato dentro la vescica, nella pelle di pecora oppure – e questa è la produzione più rara – nella coajă de brad (corteccia di abete): questa tipologia si chiama brânză de burduf. La brânză de burduf si produce solo da maggio a luglio, quando l'albero è ricco di resina molto aromatica: la corteccia, privata della parte più legnosa e ammorbidita nel siero caldo, è cucita con lo spago per formare un cilindro di 25 centimetri di altezza e 10 di larghezza, chiuso poi alle estremità con un disco, sempre di corteccia. La brânză de burduf si può consumare dopo averla lasciato stagionare da un minimo 20 giorni a un massimo di tre mesi; nel tempo acquisisce un gusto piccante più marcato. La corteccia di abete conferisce al cacio note resinose molto pronunciate e ne arricchisce le caratteristiche organolettiche.

## Presidio Slow Food
Per promuovere e tutelare il branza tradizionale stagionato nella corteccia di abete, il presidio nasce nell'area storicamente più vocata dei Carpazi: le monti Bucegi (Carpazi Meridionali), dove l'abbondanza di abeti ha favorito l'utilizzo della corteccia come contenitore.